# Glebe
Glebe est un quartier dans la cité de Sydney (Australie), situé à trois kilomètres de Sydney central business district dans l'État de la Nouvelle-Galles du Sud.
Entre 1908 et 1929, c'est ici que le club de rugby à XIII « Glebe » évoluait.